# Charissa intermedia
Charissa intermedia is een vlinder uit de familie spanners (Geometridae). De wetenschappelijke naam is voor het eerst geldig gepubliceerd in 1917 door Wehrli.
De soort komt voor in Europa.